# تالبوتون
تالبوتون (بالإنجليزية: Talbotton, Georgia)‏ هي مدينة تقع في مقاطعة تالبوت، جورجيا بولاية جورجيا في الولايات المتحدة. تبلغ مساحة هذه المدينة 8.1 (كم²)، وترتفع عن سطح البحر 223 م، بلغ عدد سكانها 1019 نسمة في عام 2010 حسب إحصاء مكتب تعداد الولايات المتحدة.

## أعلام
- إليزابيث إيفيلين رايت
- تشارلز هنري جونز
- لويد نيل

## وصلات خارجية
- Cities & Counties - Georgia.gov